# Horoskop
Den almene opfattelse af astrologien ser et horoskop som en fuldstændig beskrivelse af et menneskes liv og personlighed på grundlag af udseendet af stjernehimmelen på det tidspunkt for personen blev født.
Den faglige definition af et horoskop er, at det er en plan tegning af vort solsystem. Det er set fra den planet, vi bor på – Jorden eller Tellus – sådan som det ses projiceret ned på Ekliptikas plan, hvor Ekliptika er Solens tilsyneladende bane hen over himlen. Denne tegning bør være så astronomisk korrekt som muligt, så den kan danne basis for en tydning (aflæsning) af de i tegningen afbildede positioner og relationer. I folkemunde er denne tydning blevet fuldstændig synonym med begrebet et horoskop. Faktisk i en sådan grad, at også de populærastrologiske spalter med korte tydninger, som ses i aviser, blade og på internettet, konsekvent kaldes for horoskoper.

## Horoskopisk astrologi
Ordet horoskop er græsk og betyder 'Ascendant', hvilket er latin og betegner Solens opstigningspunkt på den østlige himmel. Et horoskop er derfor en astrologisk tegning, der rummer angivelse af en Ascendant. Den astrologiske teknik, som baserer sig herpå, kaldes for Horoskopisk Astrologi.
Den horoskopiske astrologi blev grundlagt på Alexander den Stores tid, dvs. omkring år 300 f.Kr. gennem kulturudvekslingerne i hans Makedonske Rige, hvor de mesopotamiske, persiske og egyptiske astrologier (og kulturer) mødte den græske kultur. Den horoskopiske astrologi blev på samme tid introduceret i Indien, hvor den blandede sig med de øvrige former for astrologi, som allerede fandtes der.
Astrologer skelner i arbejdet med horoskoper skarpt mellem astrologisk teori og tydningskunst. Astrologi kan i et vist omfang beskrives teoretisk ud fra en videnskabelig tankegang, dels som et historisk fænomen, dels lingvistisk som et oldtidssprog med sin egen semiotik, semantik og hermeneutik. Tydning af horoskoptegninger er som al anden hermeneutisk praksis en kunstart på linje med lægekunst, bygningskunst, tonekunst osv. og må vurderes som sådan.
Tydning af et horoskop er i realiteten en oversættelse til vore dages sprog fra et gammelt, nær glemt symbolsprog. Sproget er ejendommeligt ved, at det (som f.eks. kinesisk) er uden fonetik, samt at det (som f.eks. hebræisk) ejer flere lag af betydning for hvert symbol. Horoskoptydning er derfor et specialiseret fag, der tager 3-4 års studier og træning under supervision at kunne håndtere tilfredsstillende. Plus 6-7 års efterfølgende praksis for at kunne mestre blot nogenlunde. Af 'mesterastrologer' er der kun få, både nationalt og internationalt.

## Horoskoptyper
Et horoskop opstilles for et givet tidspunkt og et givet sted på planeten Jorden. Dette horoskop kaldes astrologisk for radix, hvilket er latin for 'rod'. På basis heraf kan der opstilles en række hjælpehoroskoper, hvis formål er at fortælle, hvornår bestemte konstellationer i horoskopet er aktuelle. Et horoskop er med andre ord et nøgternt instrument, der ikke i sig selv fortæller, hvad det 'forestiller', dvs. hvad det er, man ønsker at undersøge med dette instrument. Klassisk skelner man mellem disse tre kategorier eller grene:
1. Horoskoper for mennesker, som er den gren, der hedder Natalastrologi, hvilket i dag ofte kaldes 'Psykologisk astrologi'.
2. Horoskoper for nationer og deres regenter, som er den gren, der hedder Mundan astrologi, hvilket i dag ofte kaldes 'Politisk astrologi'
3. Horoskoper for spørgsmål, som er den gren, der hedder Horar astrologi, hvilket i dag ofte kaldes 'Øjebliksastrologi'
Horoskoperne og deres hjælpehoroskoper vil teknisk være de samme, men aflæsningen (tydningen) vil afhænge af hvilken kontekst man vælger. Kontekstens betydning for horoskopets aflæsning er en af lægmand ofte ukendt eller undervurderet faktor. Hvilket kan føre til en række ubegrundede antagelser om, hvad man kan aflæse i et horoskop (f.eks. 'alting'). Kontekstens betydning fører til det, der astrologisk kendes som udsagnsgrænser, dvs. grænser for, hvad man astrologisk kan udtale sig om med blot nogenlunde sikkerhed.

## Hjælpehoroskoper
Ud over Radix findes navnlig to typer hjælpehoroskoper, kendt som Progressivt Horoskop og Transithoroskop. Det progressive horoskop er en symbolskfremskrivning tid efter formlen: 1 dag = 1 år. Transithoroskopet er de dagsaktuelle positioner på himlen for det tidspunkt, man ønsker at undersøge.
Derudover findes en lang række andre hjælpehoroskoper, heriblandt Solar Horoskop og Lunar Horoskop samt en række symbolske fremskrivningsteknikker, kaldet Profektioner og Direktioner. Blandt direktionerne skelnes mellem Primær Direktion, Sekundær Direktion og Tertiære Direktioner, som alle er teknikker, der stadig anvendes – mens profektionerne ikke længere anvendes af ret mange.

## Horoskopets symboler
Horoskoptegningens semiotik (tegnlære) består af tre grupper symboler, som er Planeter, Stjernetegn og Huse. Tegningen kan grafisk tage sig ret forskelligt ud, mens indholdet er det samme. Indiske astrologer (og vestlige renæssanceastrologer) anvender typisk firkantede tegninger, mens Vestlige astrologer i dag typisk anvender runde tegninger.
Planeterne er næsten de samme som vore dages astronomer definerer som planeter. Hvilket vil sige, at den klassiske astrologi siden opdagelsen af Uranus (1781) er forandret ganske meget, især med den efterfølgende opdagelse af Neptun (1846), Pluto (1930) og senest Eris (2006) samt Ceres, der blev opdaget i 1801, men siden deklasseret til en asteroide og nu igen forfremmet til dværgplanet (2006).
Stjernetegnene er en jævn tolvdeling af himlen, som i den vestlige astrologi defineret ud fra årstiderne. Dette kaldes en tropisk zodiak. Disse defineres uf fra forårspunktet, som udgør 0° Vædder. Forårspunktet bevæger sig langsomt baglæns i forhold til fixstjernerne, hvilket kaldes dets præcession og er skabt af den skråtstillede Jordakse. Indisk astrologi anvender en siderisk zodiak, som er defineret i forhold til fixstjernerne. Disse to zodiaker må ikke forvekses med fixstjernernes konstellationer, dvs de faktiske stjernebilleder. Den tropiske zodiaks bevægelse i forhold til den sideriske medfører, at de to zodiaker ikke stemmer overens længere. Det gjorde de ca. 300 år fvt. på Alexander den Stores tid. Forskellen mellem de to zodiaker er definitionen på de astrologiske tidsaldre, idet den tropiske drejer sig en hel dyrekreds på 25.200 år, hvilket giver 2.100 år pr tidsalder.
Husene er en tolvdeling af døgnets timer. De er baseret på placeringen af længdegraden (meridianen) og horisonten for det sted, horoskopet opstiles for. Meridianen og horisonten udgør horoskopets akser, som deler horoskopet i fire dele. Disse kaldes på græsk Tetratopos og på latin Kvadranter. De er astronomisk og geografisk bestemt og er derfor ens for alle horoskoper. Husene (dodekatopos) er i realiteten en underdeling af disse kvadranter, og dette findes der en snes forskellige systemter for, kaldet hussystemer. Til hver af disse tekniske systemer findes der et tydningssystem, som man må tage i betragtning, om man vil sammenligne disse systemer. Det i Vesten mest udbredte system er opkaldt efter renæssancemunken Placidus de Tito, som formentlig har 'arvet' systemet fra arabiske astrologer.

## Horoskopets tydningsregler
Det astrologiske sprog har en række regler for, hvordan symbolerne aflæses. Dels deres positioner, dels deres relationer, som tilsammen udgør den astrologiske semantik, som fagligt kaldes Kombinatorik. Den består typisk af disse tre grupper kombinationer:
Planeter i tegn, som er aflæsningen af de enkelte planeters placering i den enkelte stjernetegn. Tegnene grupperes gerne efter de fire elementer, Luft, Ild, Vand og Jord samt de tre Dynamikker, Kardinal, fast og Bevægelig. Kombinationen af de fire elementer med de tre dynamikker giver de tolv Tegn.
Planeter i Huse, som er aflæsningen af de enkelte planeters placering i de enkelte huse. Husene kan ses grupperet efter den Kvadrant, de tilhører, hvilket giver en selvstændig 'kvadranttydning'. Videre kan de grupperes efter hvilken Halvbue (hemisfære), de tilhører, hvilket giver en selvstændig 'halvbuetydning'.
Planeter i Aspekt handler om de geometriske relationer mellem planeternes positioner. Der skelnes her mellem Primære Aspekter og Sekundære Aspekter. Sekundære aspekter anvendes kun i ringe omfang, mens tydningens hovedmønstre baseres på aflæsning af de primære aspekter med en vis margen, kaldet 'Orbis'. De primære aspekter er Konjunktion (0°), Opposition (180°), Trigon (120°), Kvadrat (90°) og Sekstil (60°). Hvis en planet ikke danner nogen af disse primære aspekter til andre planeter, kaldes den 'Uaspekteret'.

## Horoskopets tydning
Aflæsningen (tydningen) af et horoskop er baseret på et paradoks, der er kendt som en hermeneutisk cirkel, der minder om det gamle spørgsmål om ægget og hønen: Hvem kom først? Her handler det om forholdet mellem horoskopets helhed og horoskopets dele, der kan udtrykkes således: Det er ikke muligt at aflæse delene korrekt uden at kende helheden – men det er ikke muligt at aflæse helheden korrekt uden delene. Dette område er en del af den astrologiske hermeneutik, som fagligt kaldes Tydningskunst og som navnlig handler om træning i at kunne aflæse et horoskops helhed.
Et yderligere parakdoks er, at denne disciplin ikke er mulig at læse sig til. Man kan kun mestre den gennem øvelse, øvelse og atter øvelse. Gerne under supervision. Så ganske som ved andre kunstarter og håndværk, må man her gå i mesterlære.